# アンヴロシオス (韓国府主教)
アンヴロシオス・ゾグラフォス（ギリシア語: Αμβρόσιος Ζωγράφος、ラテン文字表記：Ambrose Zographos、1960年3月15日 - ）は、コンスタンディヌーポリ総主教庁韓国府主教区の第2代にして現任の府主教。修道士になる前の名はアリストテリス・ゾグラフォス（ギリシア語: Αριστοτέλης Ζωγράφος、ラテン文字表記：Aristotle Zographos）。また、趙聖巖（朝鮮語: 조성암:チョ・ソンアム）という韓国名も有している。
なお、コンスタンディヌーポリ総主教庁は日本正教会を自治教会とは認めておらず、韓国正教会の府主教は日本のエクザルフも兼ねている。2022年11月26日に在日ウクライナ正教会がホロドモール合同祈祷会を東京で行った際も、日本のエクザルフとして出席した。

## 略歴
1960年、ギリシャ王国アッティカアイギナ島に生まれる。1983年にアテネ大学で神学を修めた後、1985年に輔祭、1991年に司祭に叙聖された。
1988年から1989年までエジプトのシナイ山にある聖カタリナ修道院で修道生活を送り、1991年から1993年までアメリカ大主教区の奨学生としてボストン近郊(ブルックライン)にある聖十字架正教会神学大学(英語版Wikipedia)で教父学における修士学位を受けた。1993年から1996年まで奨学生としてプリンストン神学校で教会史を修め、プリンストン大学で美術史の修士学位を受けた。また、アメリカでの留学期間(1991 - 96年)に、ニューイングランド及びニュージャージー州にて牧会活動を行った。
1998年12月21日にアテネ大学神学部において優秀な成績で博士学位を受けた直後の12月23日にソテリオス主教の要請を受けて来韓し、ソウル聖ニコラス大聖堂主任司祭、そして、韓国正教会首席司祭として韓国での牧会活動を始めた。
コンスタンディヌーポリ総主教庁の聖シノドにより、2005年12月21日に、ゼラの主教（ソテリオス府主教の補佐主教としての任であり、名義職）に叙聖され、2008年5月27日にソテリオス府主教の後を継いで第2代韓国府主教に昇叙され、7月20日に着座した。
世界教会協議会(WCC)に、コンスタンディヌーポリ総主教庁代表団の一員として、サンパウロ(1997年)とアテネ(2005年)の2度に渡って出席し、また、Syndesmosが主催するベオグラードでの正教会神学校総会(1998年)に出席した。こういう経緯もあって、教会一致促進運動に熱心で、2012年には、ソウル聖ニコラス大聖堂で一致祈祷集会が行われたが、韓国のプロテスタント特有の攻撃的な伝道方針には否定的で、韓国古来の仏像や檀君像への尊重を説いている。
府主教としての職務のかたわら、韓国外国語大学校ギリシャ･ブルガリア語科(ギリシャ語担当)教授も務めている。

## 著書
- 『영성예술（イコン）』(2009年7月16日)